# Тервел (община)
Вижте пояснителната страница за други значения на Тервел.
Община Тервел се намира в Североизточна България и е една от съставните общини на област Добрич.

## География

### Географско положение, граници, големина
Общината е разположена в западната част на област Добрич. С площта си от 579,677 km2 заема 3-то сред 8-те общините на областта, което съставлява 12,28% от територията на областта. Границите ѝ са следните:
- на североизток – община Крушари;
- на изток – община Добрич-селска;
- на юг – община Вълчи дол, област Варна;
- на югозапад – община Никола Козлево и община Каолиново, област Шумен;
- на запад – община Дулово, област Силистра;
- на северозапад – община Алфатар, област Силистра;
- на север – община Кайнарджа, област Силистра.

### Природни ресурси

#### Релеф
Община Тервел се намира в Източната Дунавска равнина. Цялата ѝ територията попада условно в югозападната част на Добруджанското плато и най-източната част на Лудогорското плато, като границата между двете не е точно определена. Релефът се характеризира като нискохълмист, леко наклонен на север и изток, поради което преобладават северните, североизточните, северозападните и източни изложения. На североизток и запад, по границите със съседните общини „протичат“ двете големи суходолия на реките Суха река (десен „приток“ на Дунав) и Хърсовска река (десен „приток“ на Канагьол, която също е десен приток на Дунав). Към тях от платовидната равнина се вливат по-къси суходолия – Малкото суходолие, Големият дол, Тополовият дол, Сухият дол и др. Платата между тях са накъсани от долове, поради което релефът има нискохълмист характер. Той е добре разчленен със сравнително добре запазена льосова покривка. Интересни скални венци „надупчени“ с пещери има в землищата на селата Балик, Оногур, Попгруево и други. Максималната височина на общината се намира в най-южната ѝ част, южно от село Зърнево – 282,7 m н.в., а най-ниската – 70 m н.в., в суходолието на Суха река, североизточно от село Брестница.

#### Води
На територията на общината липсват повърхностно течащи води. При силни дъждове и при топене на снеговете по суходолията протичат водни течения, които по-късно и през лятото пресъхват. При големи дъждове водите прииждат с голяма сила и унищожават всичко по леглата си. В общината има 8 микроязовира, които са в добро техническо състояние. С най-голям наличен полезен обем са „Тервел“, „Сърнец 1“, „Сърнец 2“, „Честименско 1“ и „Честименско 2“. Използват се основно за рибовъдство, ретензия на високите води, регулиране на каналния отток. Подпочвените води се намират най-малко на 25 m дълбочина и не усложняват инженерно–геоложката обстановка при строителство на сгради и съоръжения. За питейни нужди водите се добиват чрез сондажи на дълбочина 500 – 1000 m. Минерална вода с лечебни свойства е открита при с. Безмер.

#### Климат
Територията на община Тервел попада в умереноконтиненталната климатична област. Формирането на климата става под влияние на трансформирани океански въздушни маси, нахлуващи предимно откъм северозапад и запад, континентални въздушни маси на умерените ширини, нахлуващи предимно от североизток и континентални въздушни маси, формирани над самия Балкански полуостров. Известно влияние при формирането на местния климат оказва и близко разположеният Черноморски басейн. Откритостта на Дунавската равнина на север позволява безпрепятствено нахлуване на студените континентални въздушни маси, поради което зимата е сравнително студена, пролетните мразове са често явление, лятото е сравнително топло. Най-топлият летен месец е юли 24 °C. Първите есенни застудявания настъпват около 10 октомври. Средната януарска температура е около -2 °C. Снежната покривка е неустойчива и рядко се задържа дълго. Сумата на валежите е малка: 85 – 144 мм. Най-много валежи падат през лятото, по-голяма част от които през първата му половина. Валежните суми през пролетта и есента не се отличават с голяма разлика, съответно между 85 – 140 мм и 115 – 150 мм. Характерни за пролетта са късните мразове, които се прекратяват едва към 10 – 20 април. Периодичните засушавания са често явление. Вегетационният период е от 6 до 7 месеца. Той е сравнително благоприятен, като се изключи началото на пролетта – заради късните мразове. Слънчевата и космическа радиация са един от факторите, оказващи влияние върху екологичното и санитарно-хигиенното състояние на селищата. Годишната продължителност на слънчевото греене е 2021 часа при сумарна слънчева радиация 3100 МJ/m2.

#### Почви
Почвената покривка е обусловена от геоложкия строеж и отразява влиянието на континенталните климатични условия, релефа и растителната покривка. Почвеното разнообразие е ограничено. Срещат се два основни почвени типа: черноземи и хумусно–карбонатни почви. Черноземите са представени от един подтип – излужен чернозем. Заемат 57,8% от територията на общината. Това са едни от най-плодородните почви на територията. Те са с мощен хумусен хоризонт 50 – 80 см, а заедно с преходния достигат до 120 – 140 см. Карбонатните и типичните черноземи се характеризират със слабо до средно мощен хумусен хоризонт. Относителният им дял е 6,8% от територията. По механичен състав са средно до тежко песъчливо-глинести. Запасени са с органично вещество и съдържат големи количества карбонати. Неблагоприятните свойства, които притежават, са голяма водопропускливост и слаба влагозадържаща способност. Срещат се около селата Професор Златарски, Войниково и източно от Жегларци. Ерозираните черноземи и сивите горски почви заемат твърде висок дял от територията – 30,3%. Разположени са по склоновете на терена. Алувиално-ливадните почви се срещат в речните суходолия. Те имат най-нисък относителен дял – 5,1%. Техните свойства позволяват отглеждането на многобройни земеделски култури.

#### Поземлени ресурси
Най-голяма площ заемат земеделските територии – общо 418 232 дка (72,2% от площта на общината при средно за страната 58,7%). Размерът на обработваемата земя в земеделските територии е 353 671 дка. Показателят „обработваема земя на човек от населението“ варира в твърде широки граници, като достига и екстремни стойности – от 3,4 дка/човек за землището на град Тервел, 8,3 дка/ч. за село Божан и достига до 633,3 дка/ч. за село Брестница и 833,6 дка/ч. за село Войниково. Средно за общината този показател е 19,7 дка/ч. – три пъти по-висок от средния за страната (6,3 дка/ч.), два пъти по-висок от средния за Североизточния район за планиране (9,2 дка/ч.) и малко по-висок от този за област Добрич (16,5 дка/ч.). В общината няма изградени поливни площи на държавни водоизточници. Горските територии заемат площ от 127 520 дка (22,0% от територията на общината, при средно за страната 33,6%). Територията на населените места и други урбанизирани територии е с площ 28 838 дка. Останалата част от територията на общината се заема от водни площи – 787 дка, територии за добив на полезни изкопаеми и депа за отпадъци – 860 дка и територии за транспорт и инфраструктура – 3 440 дка. На територията на общината преобладаваща е частната собственост на земите – 265 436 дка, или 45,8% от общата територия на общината. Държавна собственост са 190314 дка (32,8%). Общинска е собствеността върху 95 922 дка (16,5%).

### Населени места
Общината се състои от 26 населени места. Списък на населените места, подредени по азбучен ред, население и площ на землищата им:
| Населено място | Пребр. на населението през 2021 г. | Площ на землището (в км2) | Забележка (старо име)       | Населено място     | Пребр. на населението през 2021 г. | Площ на землището (в км2) | Забележка (старо име)           |
| Ангеларий      | 96                                 | 12,441                    | Сояклии                     | Кладенци           | 89                                 | 19,166                    | Перлиново                       |
| Балик          | 188                                | 14,487                    | Саръ Неби                   | Коларци            | 356                                | 21,582                    | Арабаджии                       |
| Безмер         | 942                                | 42,990                    | Авдулла                     | Кочмар             | 177                                | 26,146                    |                                 |
| Божан          | 364                                | 9,273                     | Кара аптула                 | Мали извор         | 16                                 | 14,854                    | Кючук ак бунар                  |
| Бонево         | 68                                 | 7,488                     | Коюнлу кьой                 | Нова Камена        | 290                                | 34,390                    | Шахинлар                        |
| Брестница      | –                                  | 19,702                    | Голям Караач, Брестица      | Оногур             | 19                                 | 5,061                     | Юртлук, Саръ неби Юртлук        |
| Войниково      | 1                                  | 18,766                    | Кавурга                     | Орляк              | 987                                | 46,868                    | Трубчолар, Макензен             |
| Главанци       | 93                                 | 20,864                    | Пирли джами махле, Борачево | Полковник Савово   | 188                                | 14,555                    | Диш будак, Дущубудак            |
| Градница       | 315                                | 13,788                    | Пирли кьой                  | Попгруево          | 336                                | 17,971                    | Коджа олар                      |
| Гуслар         | 26                                 | 14.686                    | Къдър ашик                  | Професор Златарски | 15                                 | 15,708                    | Къзълджиклии                    |
| Жегларци       | 639                                | 30,503                    | Омур факъ                   | Сърнец             | 149                                | 25,100                    | Караджа ат                      |
| Зърнево        | 1135                               | 42,080                    | Кили кадъ                   | Тервел             | 4670                               | 43,589                    | Курт бунар                      |
| Каблешково     | 551                                | 28,697                    | Паша балъ                   | Честименско        | 241                                | 18,922                    | Соуджак                         |
|                |                                    |                           |                             | ОБЩО               | 11951                              | 579,677                   | няма населени места без землища |

## Административно-териториални промени
- през 1901 г. – заличени са селата Фърладан и Челеби кьой без административен акт поради изселване;
- МЗ № 2191/обн. 27.06.1942 г. – преименува с. Сояклии на с. Ангеларий;

– преименува с. Саръ Неби на с. Балик;
– преименува с. Авдулла на с. Безмер;
– преименува с. Кара аптула на с. Божан;
– преименува с. Коюнлу кьой (Койну кьой) на с. Бонево;
– преименува с. Пирли джами махле на с. Борачево;
– преименува с. Голям Караач (Големи Караагач, Гьол Караач) на с. Брестица;
– преименува с. Кавурга на с. Войниково;
– преименува с. Пирли кьой на с. Градница;
– преименува с. Къдър ашик на с. Гуслар;
– преименува с. Омур факъ на с. Жегларци;
– преименува с. Кили кадъ на с. Зърнево;
– преименува с. Паша балъ на с. Каблешково;
– преименува с. Перлиново на с. Кладенци;
– преименува с. Арабаджии на с. Коларци;
– преименува с. Трубчолар на с. Макензен;
– преименува с. Кючук ак бунар на с. Мали извор;
– преименува с. Шахинлар на с. Нова Камена;
– преименува с. Юртлук (Саръ неби Юртлук) на с. Оногур;
– преименува с. Пирли даулджилар махле на с. Орешник;
– преименува с. Пирли ени махле на с. Перловци;
– преименува с. Диш будак (Дущубак, Диш пудаг) на с. Полковник Савово;
– преименува с. Коджа олар на с. Попгруево;
– преименува с. Къзълджиклии на с. Професор Златарски;
– преименува с. Караджа ат (Караджа охат) на с. Сърнец;
– преименува с. Курт бунар (Курт пунар) на с. Тервел;
– преименува с. Хотулджа на с. Тревен;
– преименува с. Соуджак на с. Честименско;
- МЗ № 7552/обн. 22.11.1947 г. – преименува с. Макензен на с. Орляк;
- Указ № 513/обн. 24.11.1959 г. – заличава с. Орешник и го присъединява като квартал на с. Градница;

– заличава с. Перловци и го присъединява като квартал на с. Борачево;
- Указ № 38/обн. 02.02.1960 г. – признава с. Тервел за гр. Тервел;
- Указ № 5/обн. 8 януари 1963 г. – заличава с. Тревен поради изселване;
- Указ № 704/обн. 01.11.1963 г. – преименува с. Борачево на с. Главанци;
- Указ № 960/обн. 4 януари 1966 – отстранява грешката в името на с. Брестица на с. Брестница;
- Указ № 45/обн. 20 януари 1978 г. – отделя с. Честименско и неговото землище от община Алфатар, област Силистра и го присъединява към община Тервел, област Добрич.

## Население

### Етнически състав
Преброяване на населението през 2011 г.
Численост и дял на етническите групи според преброяването на населението през 2011 г., по населени места (подредени по численост на населението):
| Населено място     | Численост | Численост | Численост | Численост | Численост | Численост           | Численост     | Населено място     | Дял (в %) | Дял (в %) | Дял (в %) | Дял (в %) | Дял (в %)           | Дял (в %)     |
| Населено място     | Общо      | Българи   | Турци     | Цигани    | Други     | Не се самоопределят | Не отговорили | Населено място     | Българи   | Турци     | Цигани    | Други     | Не се самоопределят | Не отговорили |
| Общо               | 16178     | 5996      | 6569      | 1799      | 30        | 152                 | 1632          | 100,00             | 37,06     | 40,60     | 11,12     | 0,18      | 0,93                | 10,08         |
| ------------------ | --------- | --------- | --------- | --------- | --------- | ------------------- | ------------- | ------------------ | --------- | --------- | --------- | --------- | ------------------- | ------------- |
| Тервел             | 6062      | 4051      | 1194      | 273       | 20        | 50                  | 474           | Тервел             | 66,82     | 19,69     | 4,50      | 0,32      | 0,82                | 7,81          |
| Ангеларий          | 134       |           | 132       | 0         | 0         |                     | 0             | Ангеларий          |           | 98,50     | 0,00      | 0,00      |                     | 0,00          |
| Балик              | 224       | 4         | 218       |           | 0         |                     | 1             | Балик              | 1,78      | 97,32     |           | 0,00      |                     | 0,44          |
| Безмер             | 1162      | 197       | 325       | 278       | 0         | 7                   | 355           | Безмер             | 16,95     | 27,96     | 23,92     | 0,00      | 0,60                | 30,55         |
| Божан              | 546       | 3         | 392       | 16        | 0         | 4                   | 131           | Божан              | 0,54      | 71,79     | 2,93      | 0,00      | 0,73                | 23,99         |
| Бонево             | 72        |           | 67        | 0         | 0         |                     | 4             | Бонево             |           | 93,05     | 0,00      | 0,00      |                     | 5,55          |
| Брестница          | 1         |           |           |           |           |                     | 0             | Брестница          |           |           |           |           |                     | 0,00          |
| Войниково          | 8         | 8         | 0         | 0         | 0         | 0                   | 0             | Войниково          | 100,00    | 0,00      | 0,00      | 0,00      | 0,00                | 0,00          |
| Главанци           | 128       | 11        | 116       | 0         |           |                     | 0             | Главанци           | 8,59      | 90,62     | 0,00      |           |                     | 0,00          |
| Градница           | 354       | 8         | 344       | 0         |           |                     | 0             | Градница           | 2,25      | 97,17     | 0,00      |           |                     | 0,00          |
| Гуслар             | 20        | 3         | 7         | 0         | 0         | 0                   | 10            | Гуслар             | 15,00     | 35,00     | 0,00      | 0,00      | 0,00                | 50,00         |
| Жегларци           | 880       | 251       | 458       | 0         |           |                     | 170           | Жегларци           | 28,52     | 52,04     | 0,00      |           |                     | 19,31         |
| Зърнево            | 1236      | 8         | 1223      |           |           |                     | 0             | Зърнево            | 0,64      | 98,94     |           |           |                     | 0,00          |
| Каблешково         | 581       | 48        | 156       | 254       |           |                     | 121           | Каблешково         | 8,26      | 26,85     | 43,71     |           |                     | 20,82         |
| Кладенци           | 134       | 132       | 0         | 0         | 0         | 0                   | 2             | Кладенци           | 98,50     | 0,00      | 0,00      | 0,00      | 0,00                | 1,49          |
| Коларци            | 619       | 181       | 322       | 3         |           |                     | 60            | Коларци            | 29,24     | 52,01     | 0,48      |           |                     | 9,69          |
| Кочмар             | 267       | 263       | 0         | 0         | 4         | 0                   | 0             | Кочмар             | 98,50     | 0,00      | 0,00      | 1,49      | 0,00                | 0,00          |
| Мали извор         | 19        | 19        | 0         | 0         | 0         | 0                   | 0             | Мали извор         | 100,00    | 0,00      | 0,00      | 0,00      | 0,00                | 0,00          |
| Нова Камена        | 472       | 472       | 0         | 0         | 0         | 0                   | 0             | Нова Камена        | 100,00    | 0,00      | 0,00      | 0,00      | 0,00                | 0,00          |
| Оногур             | 40        | 0         | 0         | 37        | 3         | 0                   | 0             | Оногур             | 0,00      | 0,00      | 92,50     | 7,50      | 0,00                | 0,00          |
| Орляк              | 1749      | 106       | 691       | 702       | 0         | 25                  | 225           | Орляк              | 6,06      | 39,50     | 40,13     | 0,00      | 1,42                | 12,86         |
| Полковник Савово   | 197       | 33        | 164       | 0         | 0         | 0                   | 0             | Полковник Савово   | 16,75     | 83,24     | 0,00      | 0,00      | 0,00                | 0,00          |
| Попгруево          | 617       | 5         | 463       | 131       | 0         | 0                   | 18            | Попгруево          | 0,81      | 75,04     | 21,23     | 0,00      | 0,00                | 2,91          |
| Професор Златарски | 41        | 29        | 10        | 0         |           |                     | 0             | Професор Златарски | 70,73     | 24,39     | 0,00      |           |                     | 0,00          |
| Сърнец             | 220       | 31        | 35        | 103       |           |                     | 50            | Сърнец             | 14,09     | 15,90     | 46,81     |           |                     | 22,72         |
| Честименско        | 395       | 129       | 252       | 0         | 0         | 3                   | 11            | Честименско        | 32,65     | 63,79     | 0,00      | 0,00      | 0,75                | 2,78          |

### Вероизповедания
Численост и дял на населението по вероизповедание според преброяването на населението през 2011 г.:
|                     | Численост | Дял (в %) |
| Общо                | 16 178    | 100,00    |
| Православие         | 4 106     | 25,38     |
| Католицизъм         | 30        | 0,18      |
| Протестантство      | 22        | 0,13      |
| Ислям               | 6 013     | 37,16     |
| Друго               | 8         | 0,04      |
| Нямат               | 443       | 2,73      |
| Не се самоопределят | 771       | 4,76      |
| Непоказано          | 4 785     | 29,57     |

## Транспорт
През общината преминават изцяло или частично 8 пътя от Републиканската пътна мрежа на България с обща дължина 90,7 km:
- участък от 8,7 km от Републикански път II-71 (от km 33,4 km 42,1);
- участък от 30,4 km от Републикански път III-207 (от km 34,7 до km 65,1);
- началният участък от 9 km от Републикански път III-2075 (от km 0 до km 9,0);
- началният участък от 11,6 km от Републикански път III-2077 (от km 0 до km 11,6);
- целият участък от 18,4 km от Републикански път III-7102;
- началният участък от 4,7 km от Републикански път III-7103 (от km 0 до km 4,7);
- началният участък от 3,3 km от Републикански път III-7105 (от km 0 до km 3,3);
- последният участък от 4,6 km от Републикански път III-7106 (от km 8,5 до km 13,1).

## Топографска карта
- Лист от карта K-35-7. Мащаб: 1 : 100 000.
- Лист от карта K-35-8. Мащаб: 1 : 100 000.
- Лист от карта K-35-19. Мащаб: 1 : 100 000.